# Julianne Phillips

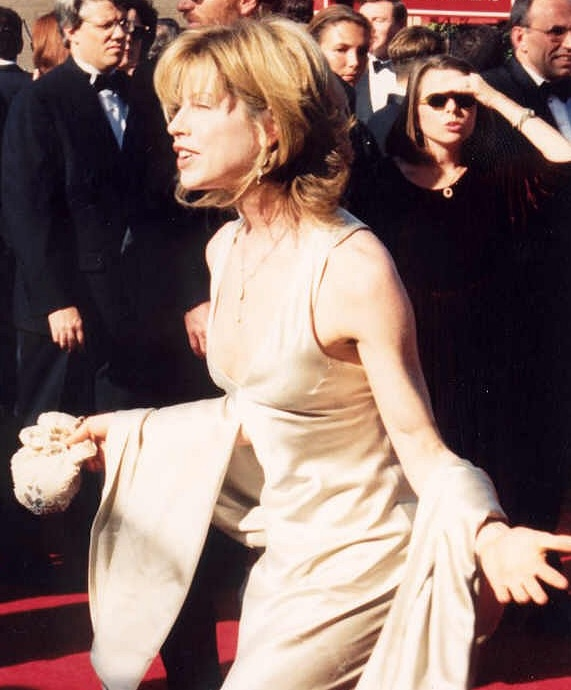
Julianne Phillips (1994)

Julianne Phillips (* 6. Mai 1960 in Evanston, Illinois) ist eine US-amerikanische Schauspielerin.

## Leben
Phillips wuchs in Lake Oswego, Oregon auf und begann ihre Karriere in den frühen 1980er Jahren als Fotomodell bei der Agentur Elite Model Management. Erste Erfahrungen vor der Filmkamera machte sie in einem Musikvideo der Rockband 38 Special. 1984 lernte sie Bruce Springsteen kennen, im darauf folgenden Jahr heirateten die beiden. Die Scheidung erfolgte 1989.
Ihr Schauspieldebüt hatte Phillips 1984 im Fernsehfilm Summer Fantasy, zwei Jahre danach folgte das Spielfilmdebüt in Heiße Geschäfte an der Seite von Robert Townsend und Paul Reiser. Im selben Jahr absolvierte sie einen im Abspann nicht genannten Auftritt in der Blake-Edwards-Filmkomödie Ärger, nichts als Ärger. Auch in Edwards Skin Deep – Männer haben’s auch nicht leicht war sie 1989 in einer kleinen Rolle zu sehen. Ihre bekannteste Filmrolle hatte sie 1989 in Fletch – Der Tausendsassa, als Becky Culpepper spielte sie an der Seite von Chevy Chase die weibliche Hauptrolle. Zwischen 1991 und 1996 hatte Philips eine der Hauptrollen der Seifenoper Ein Strauß Töchter. Zudem wirkte sie in den 1990er Jahren in einigen für das Fernsehen produzierten Filmen mit, danach zog sie sich fast völlig aus dem Showgeschäft zurück.

## Filmografie (Auswahl)

### Film
- 1986: Ärger, nichts als Ärger (A Fine Mess)
- 1988: Sieben Stunden Angst (Seven Hours To Judgment )
- 1989: Fletch – Der Tausendsassa (Fletch Lives)
- 1989: Skin Deep – Männer haben’s auch nicht leicht (Skin Deep)

### Fernsehen
- 1988: Der Nachtfalke (Midnight Caller)
- 1991–1996: Ein Strauß Töchter (Sisters)